# 卡尔德尼亚-蒙托罗自然公园
卡尔德尼亚-蒙托罗山地自然公园（西班牙語：Parque Natural Sierra de Cardeña y Montoro）是西班牙南部科尔多瓦省的一处自然公园。
得名于附近的两个小镇卡尔德尼亚和蒙托罗。
2012年9月被欧盟指定为Natura 2000鸟类特殊保护地。